# Shaun Monson
Shaun Monson ist ein, vegan lebender, Regisseur und der Regisseur der 2005 ausgezeichneten Tierrechtsdokumentation Earthlings.
Shaun arbeitete fünf Jahre an dem Film Earthlings und hiernach am zweiten Teil einer geplanten Trilogie, welcher 2015 unter dem Titel Unity veröffentlicht wurde.

## Filmografie
- 2000: Bad Actors
- 2001: Holy War, Un-Holy Victory
- 2005: Earthlings
- 2015: Unity
- 2020: There Was a Killing